# Epicadinus polyophthalmus
Epicadinus polyophthalmus är en spindelart som beskrevs av Cândido Firmino de Mello-Leitão 1929. 
Epicadinus polyophthalmus ingår i släktet Epicadinus och familjen krabbspindlar. Inga underarter finns listade i Catalogue of Life.